# Lempi
Lempi è un personaggio della mitologia ugro-finnica, spirito dell'amore passionale, che nel poema finlandese Kalevala non è presente in prima persona ma semplicemente come patronimico dell'eroe Lemminkäinen.

## Nella letteratura
veitikkätä vieretellä.

Ahti poika Saarelainen,

tuo on lieto Lemmin poika,

kasvoi koissa korkeassa

luona armahan emonsa

laajimman lahen perällä,

Kaukoniemen kainalossa.»
dell'ardito, spensierato.

Quel volubile isolano,

che di Lempi era figliuolo,

nella nobil casa crebbe

presso la diletta madre,

lungo l'ampio, largo golfo,

dove piega il promontorio.»
(Kalevala, canto XI, versi 1-8, tratto da Bifröst.it)
I versi sopra descritti contengono la prima citazione riguardante Lempi presente nel Kalevala: si tratta dell'inizio del canto XI, dove il poema passa dalle vicende di Väinämöinen e di Ilmarinen a quelle dell'eroe Lemminkäinen, il terzo personaggio principale dell'opera, avventuriero, donnaiolo e rissoso.